# Washington Sebastián Abreu Gallo
Washington Sebastián Abreu Gallo (nascut a Minas el 17 d'octubre de 1976) conegut simplement com a Sebastián Abreu o "El loco", és un futbolista professional uruguaià que juga com a davanter a l'Audax Italiano xilè.
Té el rècord d'haver estat el jugador que ha format part de més equips diferents (un total de 26 al llarg de la seva carrera).